# کارل روبی
کارل روبی (به انگلیسی: Carl Robie) (زادهٔ ۲ مهٔ ۱۹۴۵) شناگر اهل ایالات متحده آمریکا است.